# Terra Boa
Terra Boa ist ein brasilianisches Munizip im Norden des Bundesstaats Paraná. Es hat 17.568 Einwohner (2022), die sich Terra Bonenser nennen. Seine Fläche beträgt 321 km². Es liegt 567 Meter über dem Meeresspiegel.

## Etymologie
Der Name Terra Boa bedeutet Gute Erde. Er wurde dem Ort von der Companhia Melhoramentos Norte do Paraná gegeben, um den ersten Siedlern die Fruchtbarkeit der Böden ihrer neuen Heimat für Kaffee und andere Feldfrüchte zu versprechen.

## Geschichte

### Besiedlung
Das Land wurde von Companhia Melhoramentos Norte do Paraná (CMNP) erschlossen und in kleine Einheiten parzelliert. Die ersten Einwohner kamen 1951, um Kaffee anzubauen. In den 1960er und 1970er Jahren erlebte die Gemeinde ihren höchsten Bevölkerungsstand. Eine Häufung von Frösten, besonders stark im Jahr 1975, führte zur Zerstörung der Kaffeepflanzungen. Nach dieser Zeit wurden nach und nach neue Kulturen, insbesondere Soja und Weizen, angebaut. Da es sich dabei um mechanisierte Kulturen mit geringem Arbeitsaufwand handelt, führten sie zu verbreiteter Arbeitslosigkeit. Es entstand eine erhebliche Abwanderung aus dem ländlichen Raum zunächst in den Kernort und später in benachbarte Gemeinden und andere Staaten. Seit den 1990er Jahren deuten die demographischen Zahlen des IBGE auf eine Stagnation der Abwanderung und die Stabilität der Bevölkerungszahlen hin.

### Erhebung zum Munizip
Terra Boa wurde durch das Staatsgesetz Nr. 2411 vom 13. Juli 1955 aus Engenheiro Beltrão ausgegliedert und in den Rang eines Munizips erhoben. Es wurde am 11. Dezember 1955 als Munizip installiert.

## Geografie

### Fläche und Lage
Terra Boa liegt auf dem Terceiro Planalto Paranaense (der Dritten oder Guarapuava-Hochebene von Paraná). Seine Fläche beträgt 321 km². Es liegt auf einer Höhe von 567 Metern.

### Geologie und Böden
Die Böden bestehen überwiegend aus Terra-Roxa.

### Vegetation
Das Biom von Terra Boa ist Mata Atlântica.

### Klima
Das Klima ist warm und gemäßigt. Es werden hohe Niederschlagsmengen verzeichnet (1727 mm pro Jahr). Die Klimaklassifikation nach Köppen und Geiger lautet Cfa. Im Jahresdurchschnitt liegt die Temperatur bei 21,6 °C.

### Gewässer
Terra Boa liegt im Einzugsgebiet des Rio Ivaí, der die nordöstliche Grenze des Munizips bildet. Weitere Flüsse und Bäche sind: Rio São Mateus, Rio Taquarimbé, Ribeirão Cananéia, Ribeirão Pilarzinho, Ribeirão Azul, Ribeirão Ibertioga, Ribeirão Agar sowie der Rio Claro, der im Nordosten entlang der Grenze mit Engenheiro Beltrão zum Rio Ivaí fließt.

### Straßen
Terra Boa ist über die PR-082 mit Cianorte im Nordwesten verbunden. Über die PR-558 kommt man im Norden zur PR-323, die von Iporã im Westen nach Maringa im Nordosten verläuft.

### Nachbarmunizipien
|  | Jussara                                     | Doutor Camargo und Ivatuba |
|  | Kompassrose, die auf Nachbargemeinden zeigt | Engenheiro Beltrão         |
|  | Araruna und Peabiru                         |                            |

## Stadtverwaltung
Bürgermeister: Edmilson Pedro de Moura, PSD (2021–2024)
Vizebürgermeister: Maurilio Aparecido Munhoz, MDB (2021–2024)

## Demografie

### Bevölkerungsentwicklung
| Jahr | Einwohner | Stadt | Land |
| ---- | --------- | ----- | ---- |
| 1960 | 17.143    | 14 %  | 86 % |
| 1970 | 19.673    | 27 %  | 73 % |
| 1980 | 16.267    | 45 %  | 55 % |
| 1991 | 14.249    | 63 %  | 37 % |
| 2000 | 14.640    | 76 %  | 24 % |
| 2010 | 15.776    | 83 %  | 17 % |
| 2022 | 17.568    |       |      |

Quelle: IBGE (2011) und Volkszählung 2022

### Ethnische Zusammensetzung
| Gruppe * | 1991    | 2000    | 2010    | wer sich als …                                                                   |
| --- | ------- | ------- | ------- | -------------------------------------------------------------------------------- |
| Weiße | 72,0 %  | 74,0 %  | 60,3 %  | weiß bezeichnet                                                                  |
| Schwarze | 2,1 %   | 4,1 %   | 2,7 %   | schwarz bezeichnet                                                               |
| Gelbe | 1,1 %   | 0,5 %   | 0,3 %   | von fernöstlicher Herkunft wie japanisch, chinesisch, koreanisch etc. bezeichnet |
| Braune | 24,7 %  | 21,3 %  | 36,7 %  | braun oder als Mischung aus mehreren Gruppen bezeichnet                          |
| Indigene | 0,0 %   | 0,1 %   | 0,0 %   | Ureinwohner oder Indio bezeichnet                                                |
| ohne Angabe | 0,0 %   | 0,1 %   | 0,0 %   |                                                                                  |
| Gesamt | 100,0 % | 100,0 % | 100,0 % |                                                                                  |
| *) Das IBGE verwendet für Volkszählungen ausschließlich diese fünf Gruppen. Es verzichtet bewusst auf Erläuterungen. Die Zugehörigkeit wird vom Einwohner selbst festgelegt. |         |         |         |                                                                                  |

Quelle: IBGE (Stand: 1991, 2000 und 2010)

## Wirtschaft
Wirtschaftliche Grundlage der Gemeinde Terra Boa sind Landwirtschaft, Geflügelzucht, Seidenraupenzucht, Viehzucht und Gewerbe. Derzeit werden auf den landwirtschaftlichen Flächen hauptsächlich Sojabohnen, Weizen, Zuckerrohr, Mais und Maniok angebaut.